# Bryocyclops anninae
Bryocyclops anninae är en kräftdjursart som först beskrevs av Menzel 1926.  Bryocyclops anninae ingår i släktet Bryocyclops och familjen Cyclopidae. Inga underarter finns listade i Catalogue of Life.